# 張拓蕪
張拓蕪（1928年9月22日—2018年6月29日），本名張時雄，臺灣作家，安徽涇縣人。筆名有沈甸、左殘、沈犁、屯墾。

## 生平
6歲進小學，4年後改入私塾，一生中只受了六年的教育（小學四年、私塾二年）。12歲時離家到安徽宣城孫家埠油坊當學徒，15歲那年逃家入伍並改名為張拓蕪。
後隨國軍來台後，張拓蕪開始對文藝產生興趣，逐漸在報刊雜誌上發表作品（以沈甸的筆名寫詩）。1962年出版詩集《五月狩》，並曾經獲得國軍文藝金像獎短詩第二名。1973年張拓蕪從軍中退伍，同年中風，病癒後左半邊肢體殘廢。1975年開始寫「代馬輸卒」散文系列，描寫軍中生活與人物，實為當代大兵文學的經典之作。《代馬輸卒手記》這本書在1976年出版後引起巨大迴響。

## 大事年表
一九二八年 生於安徽省涇縣后山鄉四甲祖宅
一九三四年（6歲） 入縣立后山中心小學
一九三八年（11歲） 改入培英私塾讀書兩年
一九四〇年（13歲） 在宣城縣孫家埠油坊當學徒
一九四四年（17歲） 在宣城縣參加皖南抗日保安團，為地方警備保安，後轉編入正規國軍
一九四七年（20歲） 隨軍來臺駐防，隨軍回蘇北剿匪
一九四八年（21歲） 開小差逃兵再度來臺，卻又在臺灣入伍從軍
一九五一年（24歲） 閱讀《戰友週報》等報刊對文學發生興趣並自我摸索學習
一九五二年（25歲） 學習寫作新詩並嘗試投稿
一九五三年（26歲） 開始向《野風》、《半月文藝》等刊物投稿
一九五六年（29歲） 參加國防部國軍文康大競賽獲士兵級詩歌第二名
一九五九年（32歲） 由士官升任准尉，調光華廣播電台任編撰官學習寫作廣播稿
一九六二年（35歲） 在馬祖廣播電台任編撰，出版詩集《五月狩》（香港：五月）
一九六四年（37歲） 獲國軍第一屆文藝金像獎短詩第二名
一九六七年（40歲） 製作撰寫廣播節目獲教育部文化局金鐘獎及個人優等編輯獎，詩作入選《七十年代詩選》暨中國現代詩選（大業書店及創世紀詩社）
一九七二年（45歲） 詩作入選《中國現代文學大系》詩之部（巨人）
一九七三年（46歲） 退役、中風、殘疾
一九七五年（48歲） 受好友鼓勵開始寫作散文，「代馬輸卒手記」在《中華文藝》連載，獲警總銀環獎，出版《代馬輸卒手記》（爾雅）
一九七七年（50歲） 《代馬輸卒手記》獲文復會期刊聯誼會第二屆散文金筆獎，散文作品入選《中國當代十大散文家選集》（源成）
一九七八年（51歲） 出版《代馬輸卒續記》（爾雅），散文「門神」收入《閃亮的生命》（蔡文甫編，九歌），為新生報寫專欄「左殘拾碎」，《代馬輸卒續記》獲選《愛書人》旬刊主辦六十七年上半年度十大好書金榜（第四名），出版《代馬輸卒餘記》（爾雅），《代馬輸卒餘記》入選愛書人月刊舉辦的好書，散文〈我們足以語人生〉收入《閃亮的生命》散文選（蔡文甫主編，九歌）
一九七九年（52歲） 《代馬輸卒手記》及《續記》入選出版與研究月刊舉辦的年度好書，《代馬輸卒續記》入選台北市政府新聞處徵選學生優良課外讀物
一九七九年（51歲） 出版《代馬輸卒補記》（爾雅）
一九八一年（53歲） 出版《代馬輸卒外記》（爾雅），代馬五書出齊
一九八三年（55歲） 出版《左殘閒語》（洪範）一九八五年（57歲） 出版《坎坷歲月》（九歌），次年獲中山文藝獎，出版《坐對一山愁》（九歌）
一九八八年（60歲） 出版《桃花源》（九歌）
一九九二年（64歲） 出版《我家有個渾小子》（九歌），次年獲國家文藝獎
一九九八年（70歲） 出版《何祗感激二字》（九歌）
二〇〇四年（76歲） 出版《墾拓荒蕪的大兵傳奇》（九歌）

## 作品
代馬五書：
- 《代馬輸卒手記》 （页面存档备份，存于）（爾雅出版社，1976）
- 《代馬輸卒續記》（爾雅，1978）
- 《代馬輸卒餘記》（爾雅，1978）
- 《代馬輸卒補記》（爾雅，1979）
- 《代馬輸卒外記》（爾雅，1981）
- 《代馬輸卒手記──代馬五書精華篇》（爾雅，1999）

其他作品：
- 《張拓蕪自選集》（黎明文化，1979）
- 《左殘閒話》（洪範書店，1983）
- 《坎坷歲月》（九歌出版社，1985）
- 《坐對一山愁》（九歌，1985）
- 《桃花源》（九歌，1988）
- 《我家有個渾小子》（九歌，1992）
- 《何祇感激二字》（九歌，1998）
- 《墾拓荒蕪的大兵傳奇》（九歌，2004）

## 作品特色
女作家三毛，寫了一篇讀後感：「這是一個小人物對生命真誠坦白的描述，在他的文章裡，沒有怨恨，沒有偏激，有的只是老老實實、溫柔惇厚的平靜和安詳。他用筆記下了那整個時代的見證。他筆下的生活，是一個從來沒有人寫出來過的世界。」